# ドナルド・スタージョン
ドナルド・スタージョン（英: Donald Sturgeon）はイギリス出身の中国学者。インターネット上の電子図書館（デジタルライブラリ）「中國哲學書電子化計劃」創設者。

## 経歴
コンピューターサイエンス、中国学、哲学を専門とし、台湾、香港、米国で長年にわたり研究・教育に携わってきた。

### 「中國哲學書電子化計劃」創設
ウェブサイトは2006年に開設された。 その目的は、オンライン・オープン電子図書館を設立し、中国および外国の学者に、時代を超えて中国の古典へのアクセスを提供することである。
30,000を超える作品と50億語を誇るこのサイトは、中国文献のコレクションとしては最大規模を誇る。 このサイトには、原文のデータベース、内部辞書、単語分析、類似の文章、原典の画像、引用、索引、翻訳（原典中国語から現代語、英語へ）がある。

## 著作
- 『墨辯中的語言哲學』、台北、花木蘭文化事業有限公司、2012年[4]。